# 펠릭스 호페-자일러
에른스트 펠릭스 임마누엘 호페-자일러(독일어: Ernst Felix Immanuel Hoppe-Seyler, 영어: Ernst Felix Immanuel Hoppe-Seyler, 본명: 펠릭스 호페, Felix Hoppe, 1825년 12월 26일~1895년 8월 10일)는 독일의 생리학자이자 화학자이며, 생화학과 분자생물학 분야의 주요 창시자이다. 그는 미셔의 실험 중 일부를 반복하여 미셔의 실험 결과를 확인하고자 시도하는 과정에서 지금은 RNA라고 불리는 효모의 핵산을 발견했다. 그는 유명한 연극 감독인 아벨 자일러의 손자인 처남에게 입양되면서 호페-자일러라는 이름을 갖게 되었다.

## 저작
- 《Anleitung zur pathologisch-chemischen Analyse fur Aerzte und Studirende》 (독일어). Berlin: Hirschwald. 1858.
- 《Allgemeine Biologie》 (독일어). Berlin: Hirschwald. 1877.
- 《Specielle physiologische Chemie》 (독일어). Berlin: Hirschwald. 1878.
- 《Specielle physiologische Chemie》 (독일어). Berlin: Hirschwald. 1879.
- 《Specielle physiologische Chemie》 (독일어). Berlin: Hirschwald. 1881.

### 저술
- Handbuch der physiologisch und pathologisch-chemischen Analyse (1858). Digital 8th edition from 1909 by the University and State Library Düsseldorf
- Physiologische Chemie (4 volumes, 1877–81).
- Zeitschrift für Physiologische Chemie (1877–1921).

## 같이 보기
- 프리드리히 미셔